# Phare de Cove Point
Le phare de Cove Point (en anglais : Cove Point Light), est un phare côtier situé sur la côte ouest de la baie de Chesapeake dans le comté de Calvert, au Maryland.
Il est inscrit au Registre national des lieux historiques depuis le 11 avril 1973 sous le n° 73000907 .

## Historique
Ce phare a été construit en 1828 par John Donahoo (en), qui a érigé une tour conique en briques selon le plan qu’il avait utilisé sur plusieurs autres sites de la baie. En 1825, le Congrès avait alloué des fonds pour construire le phare de Cedar Point, plus au sud de l’embouchure de la rivière Patuxent, mais un examen plus poussé aboutit à la décision de marquer Cove Point et le haut-fond qui faisaient saillie dans la baie. Un nouveau crédit en 1828 permit la construction du phare et de la maison du gardien la même année.
Les lampes Argand d'origine ont été remplacées en 1855 par une lentille de Fresnel de cinquième ordre. Celle-ci fut transformée en objectif de quatrième ordre en 1857. Une cloche de brouillard ajoutée en 1837 a été déplacée à plusieurs reprises et a été montée sur des tours en bois et en fer avant de se retrouver sur le toit d'un hangar en bois construit en 1902 pour abriter une corne de brume. L'équipement de corne de brume a été déplacé en 1950 dans un bâtiment séparé en brique, mais la cloche de brouillard reste dans le hangar. L'érosion était un problème important, mais celle-ci a finalement été maîtrisée grâce à une digue construite en 1892 et modernisée en 1913 et 1993.
La maison du gardien a été agrandie en 1881 lorsqu'elle a été convertie en un duplex pouvant accueillir deux gardiens et leurs familles, et encore en 1925, lorsque les cuisines intérieures ont été installées. En 1950, une troisième maison séparée a été construite pour accueillir un troisième gardien et sa famille. Les gardiens sont restés jusqu'en 1986, lorsque la lumière a finalement été automatisée. La lumière était en bon état et il restait beaucoup d’équipement des années précédentes, date à laquelle elle a été cédée au comté de Calvert en 2000. Depuis, elle est administrée par le Calvert Marine Museum , qui permet l’accès à la lumière et au terrain en été.
Cove Point demeure une aide à la navigation et est le plus ancien phare en activité de la baie de Chesapeake.

## Description
Le phare est une tour conique en brique recouvert de ciment de 16 m de haut, avec galerie et lanterne. La tour est blanche et la lanterne est noire.
Il émet, à une hauteur focale de 14 m, un éclat blanc d'une seconde toutes les 10 secondes. Sa portée est de 12 milles nautiques (environ 2 km). Il est équipé d'une corne de brume émettant deux souffles toutes les 15 secondes.

## Caractéristiques dufeu maritime
Fréquence : 10 secondes (W)
- Lumière : 1 seconde
- Obscurité : 9 secondes

Identifiant : ARLHS : USA-195 ; USCG : 2-7630 ; Admiralty : J2014  .

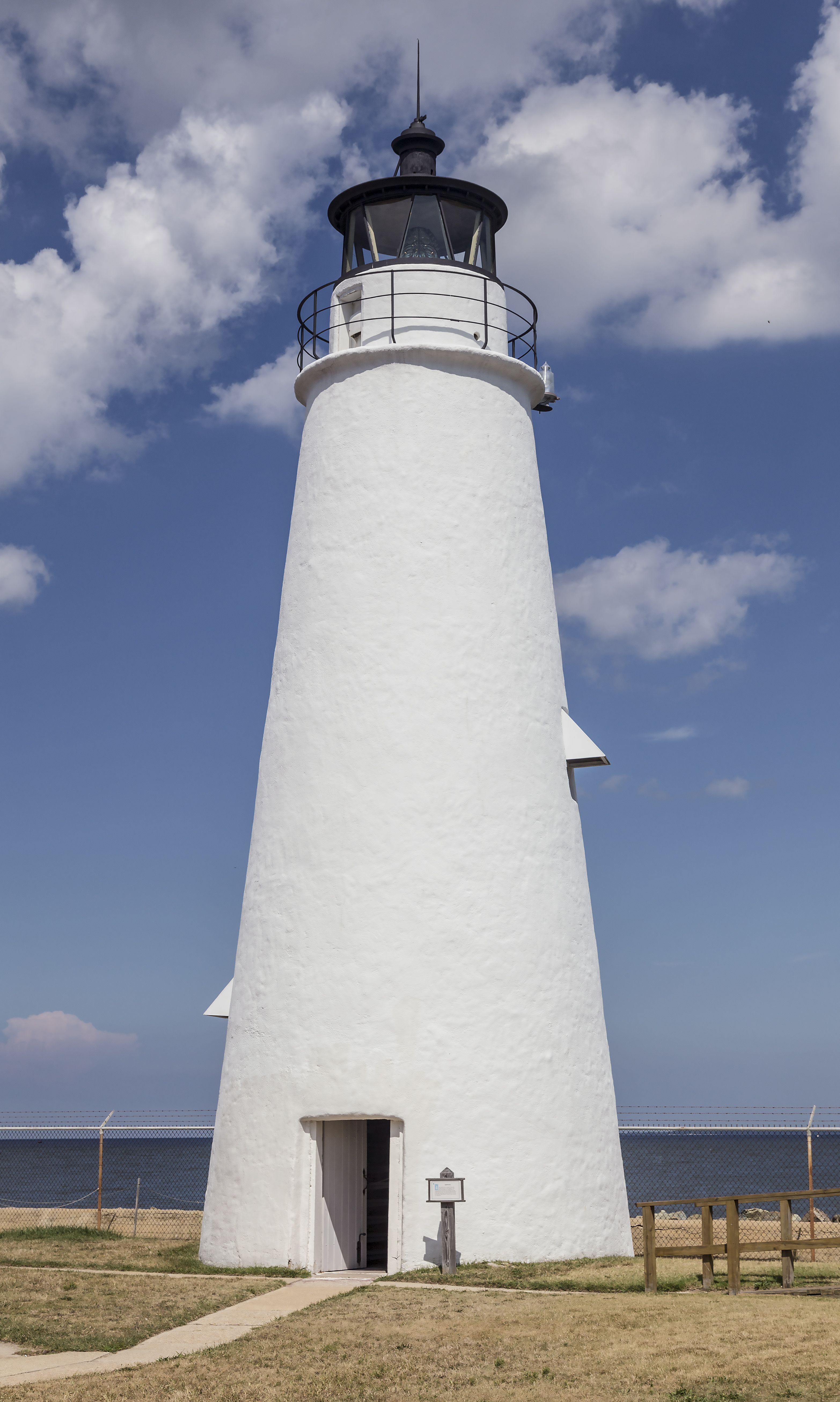
Le phare
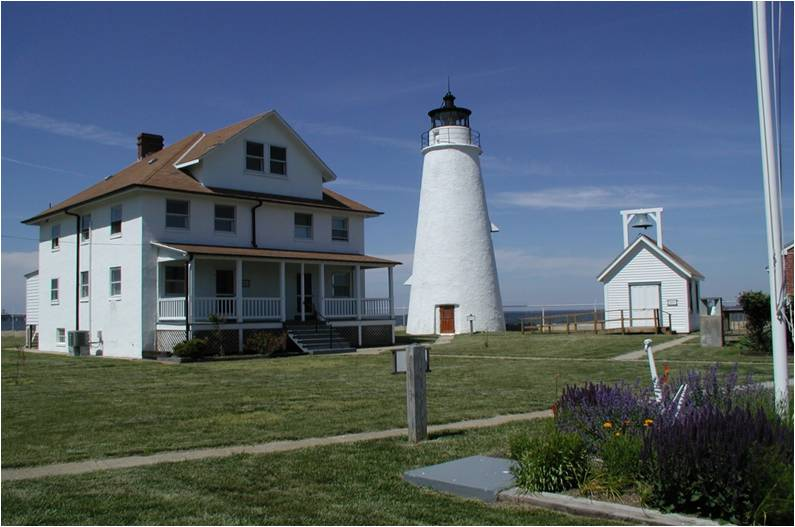
Le phare, la maison des gardiens et le bâtiment de corne de brume
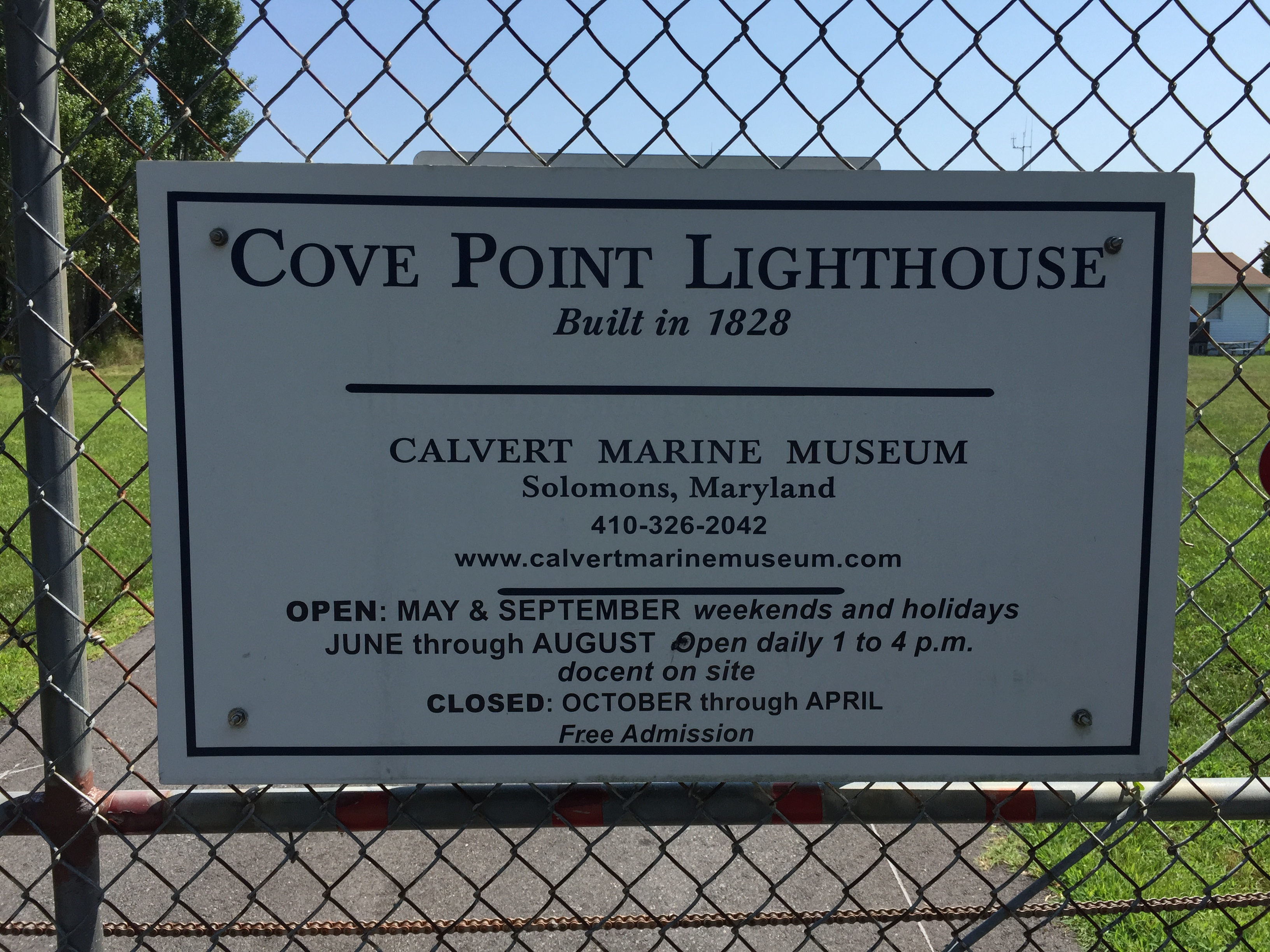
Panneau d'information

### Lien connexe
- Liste des phares du Maryland